# Bonifacja Rodríguez Castro
Bonifacja Rodriguez Castro (właśc. Bonifacia Rodríguez y Castro, ur. 6 czerwca 1837 w Salamance, zm. 8 sierpnia 1905 w Zamorze) – święta Kościoła katolickiego, założycielka Zgromadzenia Służebnic św. Józefa.

## Życiorys
Była najstarszym z sześciorga dzieci Juana Rodríguez i Marii Natalii Castro. Gdy skończyła szkołę podstawową, zaczęła uczyć się z rzemiosła. Po śmierci swojego ojca poszła do pracy, żeby utrzymać rodzinę. Jako utrzymanie swoje oraz rodziny prowadziła warsztat krawiecki. Charakteryzowała się pobożnością, a w życiu codziennym oraz pracy wzorowała się na świętej rodzinie, a zwłaszcza postaci św. Józefa.

### Życie duchowe i założenie zgormadzenia
W październiku 1870 r. do Salamanki przyjechał kataloński jezuita Francisco Javier Butinya i Hospital, który ewangelizował społeczność robotników. Bonifacja zainspirowana jego działalnością apostolską zwróciła się z prośbą, aby został jej kierownikiem duchownym. 
10 stycznia 1874 r. założyła we własnym domu Zgromadzenie Służebnic św. Józefa, do którego przyłączyło się łącznie sześć kobiet, w tym także jej matka. Główną misją zgromadzenia była kontemplacja nad życiem Świętej Rodziny, a także praca, którą wraz z zakonnicami podejmowały świeckie kobiety. Dzięki temu były chronione przed zagrożeniami zewnątrz (np. wyzyskiem). Koncepcja zgromadzenia łączącego pracę osób duchownych i świeckich została podważona przez kościelnych hierarchów. Do tej decyzji przychyliły się także kilka innych sióstr, które pozbawiły s. Bonifację stanowiska. Z pomocą innych współsióstr oraz za aprobatą lokalnego biskupa otworzyła nowy dom w Zamorze, opuszczając 25 lipca 1883 r. rodzinną Salamankę. 1 lipca 1901 r. papież Leon XIII zaaprobował zgromadzenie Służebnic św. Józefa, ale z wykluczeniem domu w Zamorze. Został on jednak wcielony do zgromadzenia 23 stycznia 1907 r.. 
Siostra Bonifacja zmarła 8 sierpnia 1905 r. w wieku 68 lat w opinii świętości.

### Beatyfikacja
Została beatyfikowana przez Jana Pawła II 9 października 2003, a kanonizowana 23 października 2011 przez Benedykta XVI.